# Pichi Richi Railway múzeumvasút

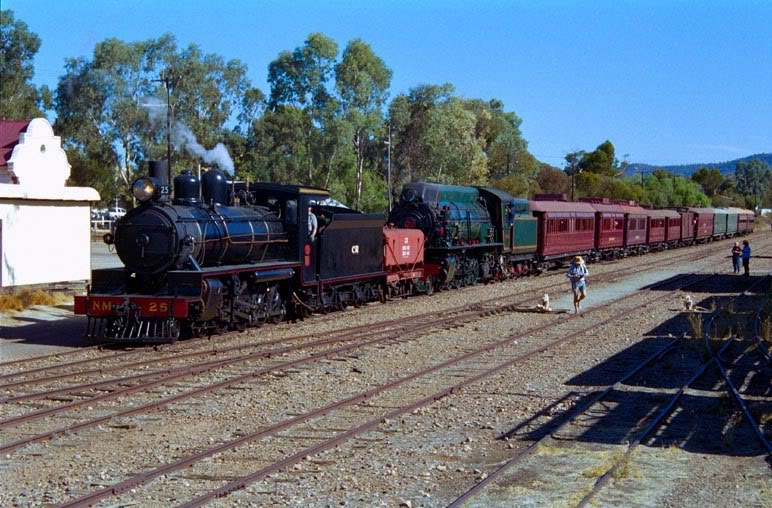
Muzeális szerelvény a Quorn-i végállomáson

A Pichi Richi Railway egy több, mint százéves, azóta megszűnt keskenyvágányú vasútvonal meghagyott szakaszán működő múzeumvasút Dél-Ausztráliában, Port Augusta és Quorn városok között. Nevét a Flinders Ranges hegység Pichi Richi hágójáról kapta, melyen a vasút áthalad.

## A vasút története

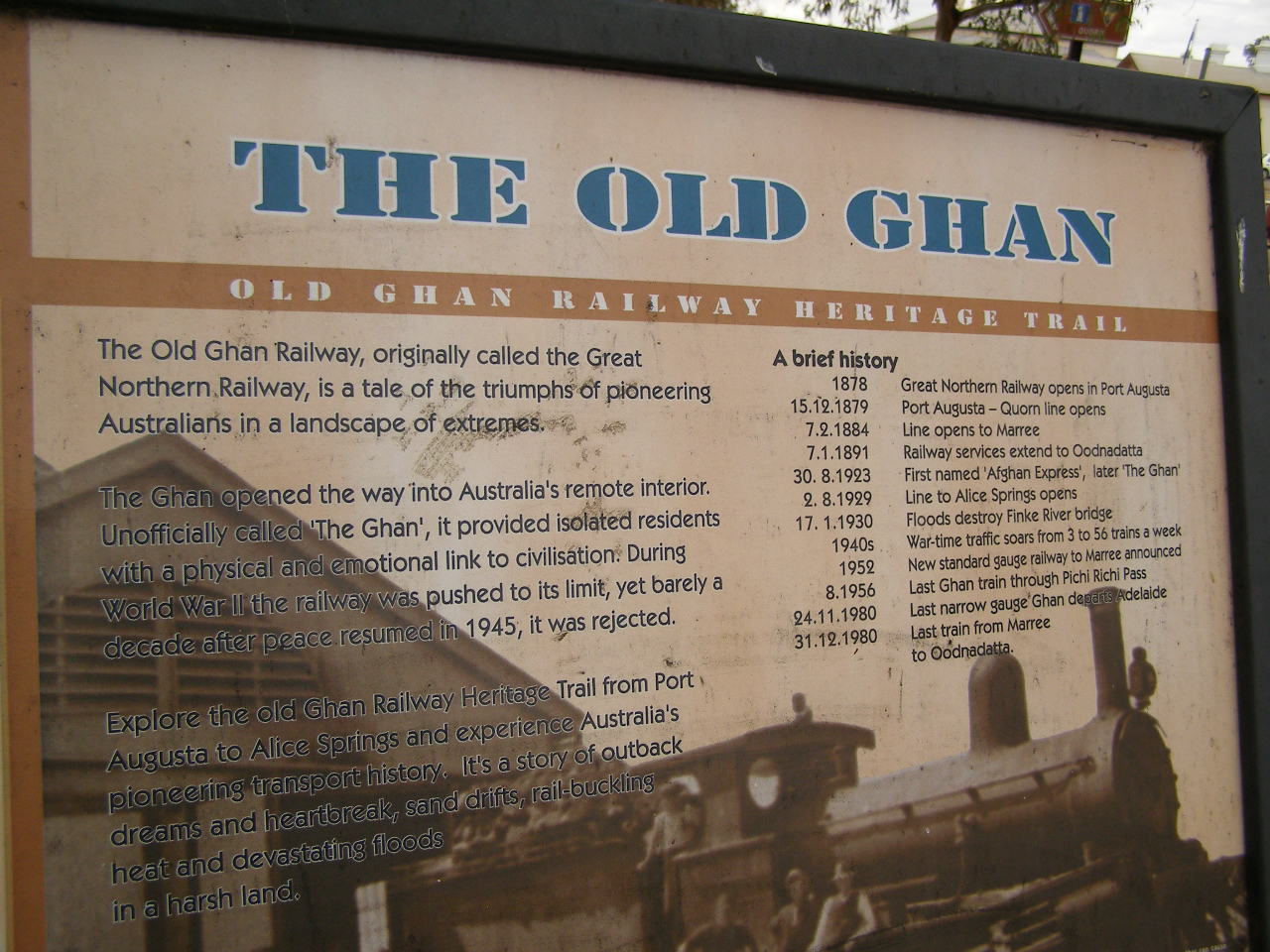
A régi vasút története

Dél-Ausztrália népesebb part-menti vidéke és a belső, sivatagos területek között a 19. század végén a tevekaravánon kívül a vasút jelentette az egyetlen közlekedési lehetőséget. 1878-ban indult meg az építkezés Port Augusta felől a sivatag irányába, a vonal 1883-ban érte el Marree, 1891-ben Oodnadatta települést, ahol sokáig a végállomás is volt, majd évtizedes szünet után tovább építették Alice Springsig. A vonalon az egykori afgán tevehajcsárok emlékét őrző The Ghan nevű vonat járt, valamint azóta módosított pályán mai napig jár.
A pálya nyomvonalának kitűzése során a legfontosabb szempont a gőzmozdonyokhoz szükséges víz elérhetősége volt, ez azonban más szempontokból nem volt szerencsés, a pályát áradások veszélyeztették. A Port Augusta és Marree közötti szakaszt 1957-ben valamelyest nyugatabbra helyezték, valamint normál nyomtávúra cserélték.
Az eredeti keskenyvágányú szakaszon a síneket többnyire felszedték, a Port Augusta és Quorn közötti 39 kilométeres szakasz azonban megmaradt, ezen a szakaszon létesült később a múzeumvasút, melynek székhelye Quorn településen van. A vasutat az 1973-ban megalapított Pichi Richi Railway Preservation Society Inc. nonprofit szervezet önkéntesei működtetik. A társaság birtokában tucatnyi régi mozdony és kocsi van. A Quorn-i vasútállomáson vasúti múzeumot alakítottak ki. A vasút és az azt üzemeltető társaság az évek alatt több díjat is kapott.
A vonalon minimum heti egy, csúcsidőben olykor heti három szerelvény jár. A különféle, de mindig előre meghatározott összeállítású muzeális szerelvényeket gőz, vagy dízel üzemű mozdonyok húzzák, a tiszta menetidő oda-vissza kb. négy - hat óra. Mivel az egykori The Ghan vonal fénykora a második világháború alatt volt, ennek emlékére az úgynevezett Anzac Day alkalmával tehervagonokat is szoktak a szerelvényhez csatolni, rajtuk korabeli amerikai katona járművekkel. Különkocsi, vagy a vonal teljes hosszát bejáró muzeális sínautó is bérelhető.
A vasúton való utazásra legalkalmasabbak az ottani téli hónapok, csak olyankor elviselhető a nappali meleg. A  legforróbb nyári hónapokban (december – március) a forgalom szünetel.

## A vonal leírása

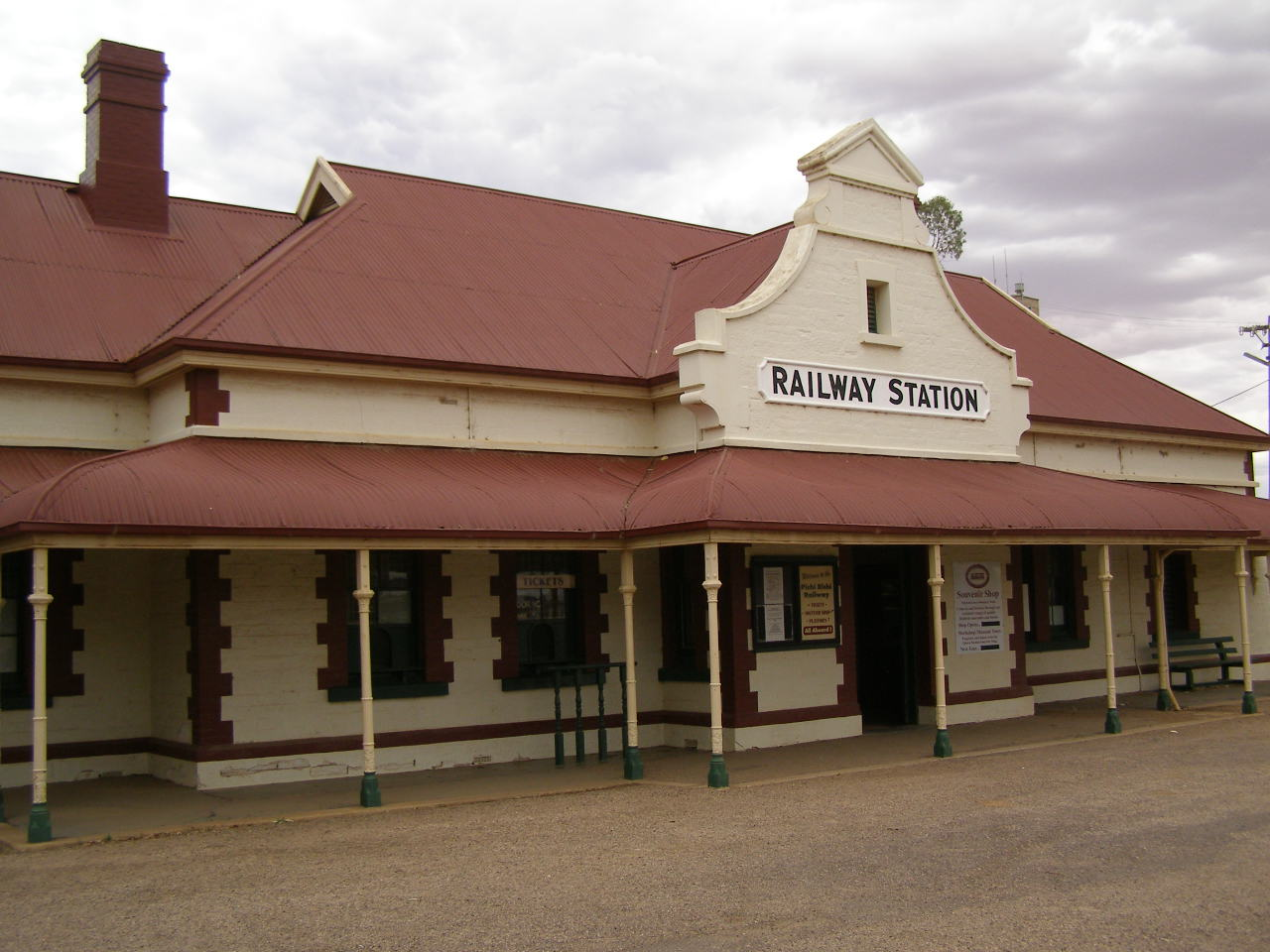
A Quorn-i állomás épülete

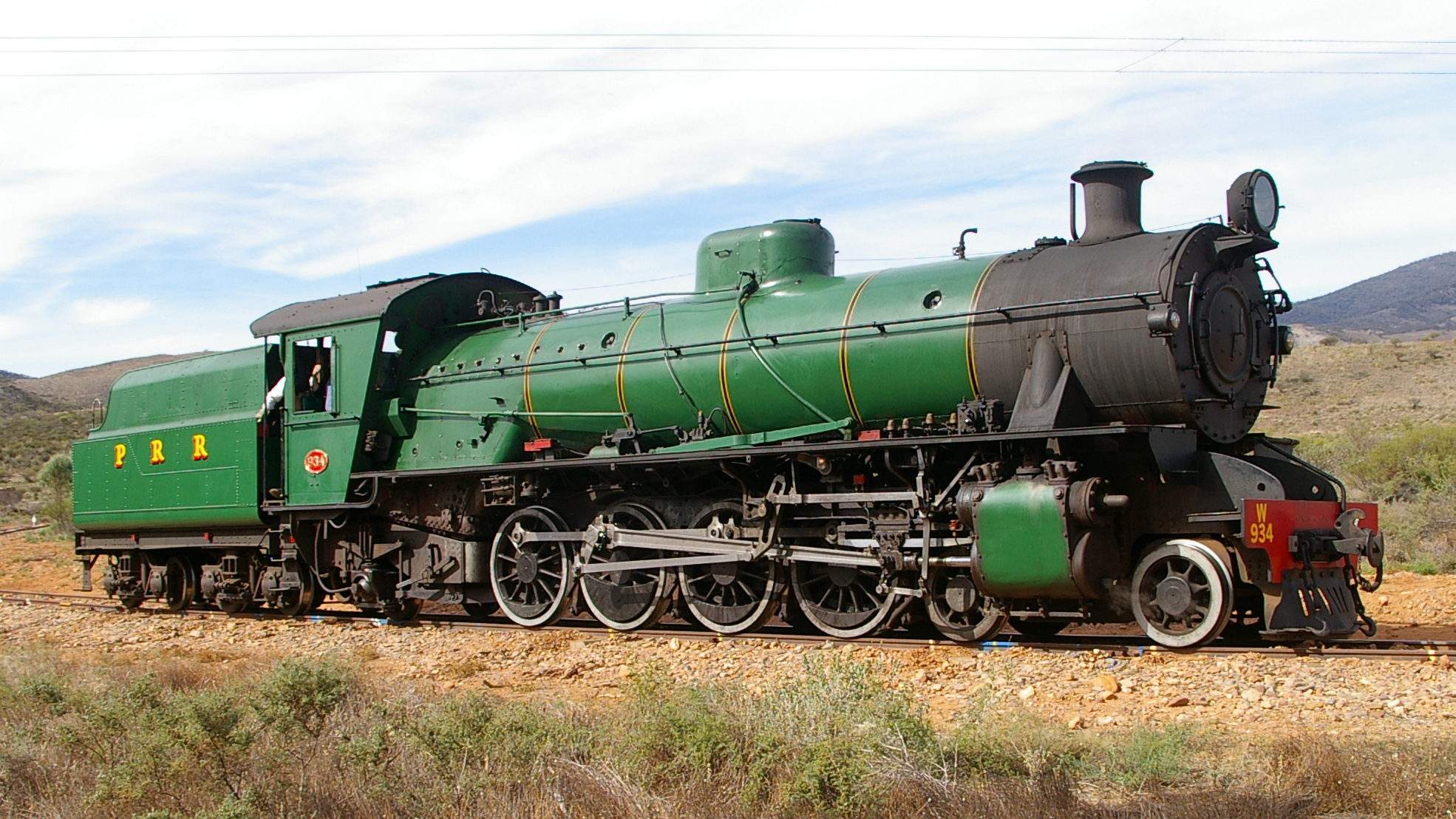
A PRR egyik felújított, régi gőzmozdonya

A vonat a Port Augusta-i vasútállomásról indul. Elhalad a város szélénél kezdődő Lake Knockout sóstó mellett. Stirling North település mellett szintben elkülönítve keresztezi a normál nyomtávú észak–déli vonalat, majd enyhén, de folyamatosan emelkedő 7 kilométeres kopár síkság után eléri a helyenként kopár, helyenként fás, de erdősnek nem nevezhető Flinders Ranges hegységet. Ettől fogva a pálya erősen kanyargós és folyamatosan emelkedik, a menettempó innen rendkívül lassú. A pálya helyenként az országút mentén húzódik, máskor eltávolodik tőle, a sín hidakon halad át. Woolshed Flat egy kitérő és fordulóhely, itt esetenként még egy gőzmozdonyt csatolnak a szerelvény elé az emelkedő leküzdésére. Az út legmagasabb pontja kb. 430 méter Quorn előtt 6 kilométerrel, onnan a pálya magassága már csökken. Quorn egy jellegzetes outback-kisváros, a vasútmúzeumon kívül sok nevezetességet nem kínál.
Az 1930-as években a Port Augusta–Alice Springs közötti teljes út több napig tartott, szinte minden kényelmet nélkülöző vasúti kocsikban, az utasok és a személyzet számára igen megterhelő, nyáron szinte elviselhetetlen körülmények között. A korszak utazási körülményeibe nyerhet betekintést a Pichi Richi Railway utasa.

## Videók a vasútról
- https://www.youtube.com/watch?v=G-e3ALDj2yI a Port Augusta-Quorn út
- https://www.youtube.com/watch?v=SP2V5he7a8U a Quorn-Port Augusta út
- https://www.youtube.com/watch?v=R7Zf3PNCQNc külső felvételek az úton lévő vonatról